# Œuvres pontificales missionnaires
Les Œuvres pontificales missionnaires sont nées en France au XIXe siècle. Elles ont pour mission de favoriser la participation de tous les fidèles catholiques à la vie apostolique de l’Église.
À partir d’un plan de collecte imaginé en 1819 par la bienheureuse Pauline Jaricot, l'Œuvre pontificale de la propagation de la foi est fondée à Lyon en 1822. Ce sont ensuite l’Enfance missionnaire (ou Sainte-Enfance) fondée en 1843 par Charles de Forbin Janson à Paris, l’œuvre de Saint Pierre apôtre fondée en 1889 par les Dames Bigard à Caen, et enfin l’Union pontificale missionnaire fondée par le bienheureux Paolo Manna, en Italie.
L'objectif commun et principal des Œuvres pontificales missionnaires est de « promouvoir l’esprit missionnaire universel au sein du peuple de Dieu ». Pour y parvenir, elles informent sur la vie et sur les besoins de la mission universelle, stimulent les Églises à prier les unes pour les autres et œuvrent pour favoriser l'échange mutuel de personnel et de moyens matériels. Elles agissent comme un moyen privilégié de communication entre ces mêmes Églises. Chaque Œuvre concrétise ensuite cet engagement selon son mode spécifique. Elles sont un organisme du gouvernement de l'Église catholique et dépendent directement du Saint-Siège.
Il leur revient la tâche première de donner une impulsion à la coopération, pour harmoniser les forces missionnaires et garantir une distribution équitable des aides financières qu’elles reçoivent pour la mission de l’Église dans les pays les plus démunis.

## Histoire

### Naissance à Lyon de l'Œuvre de la propagation de la foi sous l'impulsion de Pauline Jaricot
Partout dans le monde, l'entreprise missionnaire semblait être en ruines au début du XIXe siècle. De plus, l'Europe était ruinée aussi bien matériellement que spirituellement. Or, vers 1820, un renouveau religieux s'amorça en France, qui prit tout de suite une ouverture missionnaire. Des missionnaires partirent pour la Chine, l'Indochine et l'Amérique. Il fallait soutenir et amplifier ce mouvement missionnaire par une aide spirituelle et matérielle ainsi que par la promotion de vocations missionnaires. Une jeune fille, Pauline Jaricot, le comprit et avec un groupe d'amis fonda à Lyon en 1822 l'Œuvre de la propagation de la foi. Grâce à l'esprit de foi qui l'anima et à son organisation judicieuse, l'œuvre connut un essor extraordinaire. En peu de temps, elle s'implanta dans les diocèses de France puis dans ceux des autres pays d'Europe et plus tard dans ceux d'Amérique.
En 1841, l'œuvre existait dans 444 diocèses et compta bien vite des centaines de milliers de membres. Déjà en 1830 elle disposa de plus de 150 000 zélateurs et zélatrices. Pauline Jaricot donna un caractère populaire à l'Œuvre en s'adressant à tous les chrétiens, à toutes les classes sociales, même aux plus pauvres. Elle se présenta comme une association dont les membres s'obligent à une prière quotidienne pour les missions et à une petite contribution financière. Malgré la pression subie pour limiter les objectifs de l'œuvre aux missionnaires français, les fondateurs décidèrent de lui donner un caractère universel : « Nous ne devons pas soutenir telle ou telle mission en particulier mais toutes les missions du monde ».
Dès le début, Pauline Jaricot avait compris l'importance de l'information et de l'animation missionnaires. En 1822 elle prit l'initiative d'éditer une revue missionnaire, les Annales de la propagation de la foi. La revue connut une diffusion prodigieuse. Paraissant en plusieurs langues avec un tirage à plus de 178 000 exemplaires, elle fut, à l'époque, le journal le plus lu du monde ! En même temps, toutes sortes de brochures populaires furent diffusées dont, à partir de 1868, les Missions catholiques, un hebdomadaire traduit en plusieurs langues.
Pauline Jaricot et ses collaborateurs prirent très vite contact avec le Saint-Siège et il purent jouir du soutien absolu de Grégoire XVI, le pape missionnaire du XIXe siècle. Il encouragea l'œuvre et la considéra comme le principal appui de sa politique missionnaire. La Propagation de la foi devient donc la grande œuvre catholique pour l'assistance à l'entreprise missionnaire.
À partir de 1850, elle s'enracina dans tous les pays catholiques. Certains pays, encore territoires de mission au début du siècle, devinrent des pays donateurs comme les États-Unis. En 1830, le diocèse de New York, à cette époque le plus pauvre du monde, reçut le plus grand subside. Aujourd'hui, les États-Unis sont devenus le principal donateur de la Propagation de la foi et il compte des milliers de missionnaires partout dans le monde.

### Naissance à Paris de l'œuvre de l'Enfance missionnaire grâce à  Charles de Forbin-Janson
Profitant des conseils de Pauline Jaricot, Charles de Forbin-Janson, évêque de Nancy, voulu créer un mouvement missionnaire parmi les enfants chrétiens pour venir en aide aux enfants pauvres dans les pays de mission : « Sauver l'enfance par le moyen de l'enfance ». L'œuvre de la Sainte-Enfance vit le jour en 1843. En éveillant un esprit missionnaire parmi les enfants, cette œuvre voulait les amener à un partage de foi, de prière, d'offrandes matérielles avec les enfants les plus démunis des pays lointains. Elle connut elle aussi une expansion incroyable, d'abord en France, puis en Amérique. Après deux ans, elle était déjà fondée dans 65 diocèses et publia dans la foulée les Annales de la Sainte-Enfance qui, paraissant en plusieurs langues, connurent très vite une large diffusion.

### Naissance à Caen de l'œuvre de Saint Pierre apôtre grâce à Jeanne Bigard
À partir du pape Grégoire XVI, le principal souci missionnaire des papes va vers la promotion d'un clergé local et par conséquent vers la création et la multiplication des séminaires. Jeanne Bigard a justement l'idée de collecter des dons matériels pour soutenir les séminaires tout en proposant de prier.

### Naissance en Italie de l'Union pontificale missionnaire créée par le père Paolo Manna
La dernière œuvre pontificale missionnaire et non la moindre, fut fondée en 1916 par le père Paolo Manna. Convaincu que la diffusion d'un esprit missionnaire dans les familles, les communautés, les paroisses, les mouvements, les diocèses dépendait de la sensibilisation missionnaire des prêtres, le père Manna a voulu mobiliser tous les croyants et non-croyants. Son but exclusif était l'information et les formations missionnaires.

## Organisation
Ces Œuvres sont pontificales, c'est-à-dire universelles et internationales, et se réfèrent à la Congrégation pour l'évangélisation des peuples (dicastère du Saint-Siège), à travers laquelle elles sont spécialement à l’écoute des besoins exprimés par le Pontife romain. Elles sont également épiscopales car en lien avec les églises particulières, et autonomes dans leur fonctionnement.
Nées en France et reconnues universelles, les Œuvres pontificales missionnaires sont présentes dans le monde entier, notamment via les nonciatures apostoliques ; cette organisation permet une vue d’ensemble des besoins et un équilibre dans la répartition de l’aide distribuée (diocèses, séminaires, aide à l’enfance, enseignement…). Elles sont l’outil que se donne l’Église catholique, pour soutenir les églises des pays en développement.
En mai 2017 s'est tenue l'ouverture de l'Assemblée des Œuvres pontificales missionnaires à Rome avec l'introduction de son président de l'époque, Protase Rugambwa.

## Quelques devises et logos des Œuvres pontificales missionnaires

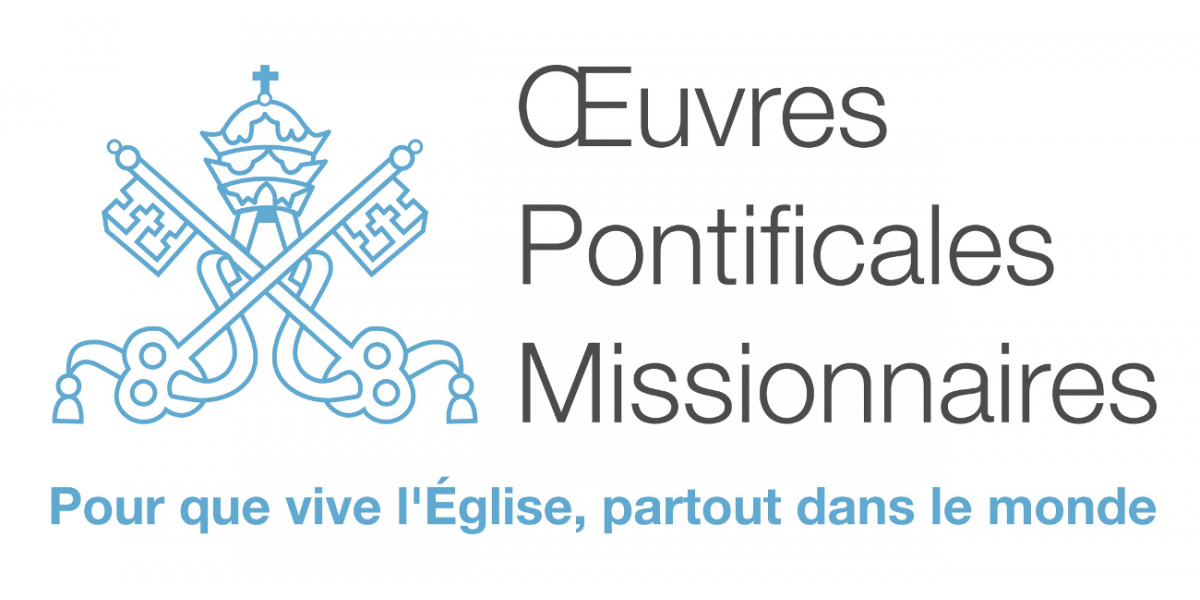

### France
« Pour que vive l'Église partout dans le monde ! ».

### Bénin
« La mission renforce la Foi ».

### Suisse
« Échange et partage entre Églises ».

### Allemagne
« Glauben Leben Geben ».

### Grande-Bretagne
« Today Tomorrow Together».

### Malte
« Me You Us Together ».

### Colombie
« La Iglesia en estado permanente de Mision ».

## Domaines d'intervention
- Formation des séminaristes, des prêtres, des religieux, religieuses, laïcs, en particulier les catéchistes.
- Éveil missionnaire de tous les baptisés.
- Aide aux diocèses démunis.
- Urgences.

## Présence internationale: le réseau des Œuvres Pontificales Missionnaires
Plus de 140 pays ont une direction nationale des OPM. Depuis leur fondation, elles ont comme objectif principal le soutien de l’évangélisation, sans exclure cependant l’aide dans le domaine caritatif, social, médical, etc.. Elles soutiennent les communautés catholiques (diocèses, paroisses, institutions et associations ecclésiales) afin de les aider à faire face, en priorité, à leurs engagements pastoraux. 1100 diocèses sur les 5 continents reçoivent, par les OPM, l’aide nécessaire à leur mission.